# FA Cup 2003/04
Der FA Cup 2003/04 war die 123. Austragung des weltweit ältesten Fußballpokalturniers; The Football Association Challenge Cup, oder kurz FA Cup. Diese Pokalsaison startete mit 661 Vereinen. Zum vierten Mal in Folge gastierte das Finale im Millennium Stadium im walisischen Cardiff.
Der Pokalwettbewerb startete mit der Extra Vorrunde am 23. August 2003 und endete mit dem Finale am 22. Mai 2004. Der Sieger dieser Austragung war Manchester United.

## Kalender
| Runde                              | Datum              | Spiele | Vereine   | Prämien    |
| ---------------------------------- | ------------------ | ------ | --------- | ---------- |
| Extra Vorrunde                     | 23. August 2003    | 73     | 661 → 588 | £500       |
| Vorrunde                           | 30. August 2003    | 182    | 588 → 406 | £1.000     |
| Erste Qualifikationsrunde          | 20. September 2003 | 124    | 406 → 282 | £2.250     |
| Zweite Qualifikationsrunde         | 27. September 2003 | 84     | 282 → 198 | £3.750     |
| Dritte Qualifikationsrunde         | 11. Oktober 2003   | 42     | 198 → 156 | £5.000     |
| Vierte Qualifikationsrunde         | 25. Oktober 2003   | 32     | 156 → 124 | £10.000    |
| Erste Hauptrunde                   | 8. November 2003   | 40     | 124 → 84  | £16.000    |
| Zweite Hauptrunde                  | 6. Dezember 2003   | 20     | 84 → 64   | £24.000    |
| Dritte Hauptrunde                  | 3. Januar 2004     | 32     | 64 → 32   | £40.000    |
| Vierte Hauptrunde                  | 24. Januar 2004    | 16     | 32 → 16   | £60.000    |
| Fünfte Hauptrunde                  | 14. Februar 2004   | 8      | 16 → 8    | £120.000   |
| Sechste Hauptrunde (Viertelfinale) | 6. März 2004       | 4      | 8 → 4     | £300.000   |
| Halbfinale                         | 3. April 2004      | 2      | 4 → 2     | £900.000   |
| Finale                             | 22. Mai 2004       | 1      | 2 → 1     | £1.000.000 |

## Modus
Kompletter Überblick bei: FA Cup
Der FA Cup wird in Runden ausgespielt. Teilnehmen kann jede Mannschaft, die ein bestimmtes Leistungsniveau hat und ein angemessenes Spielfeld besitzt. Gespielt wird i. d. R. nur mit einem Hinspiel. Bei unentschieden findet ein Rückspiel statt. Endet das Rückspiel ebenfalls unentschieden geht das Spiel in Verlängerung bzw. Elfmeterschießen. Dieser Modus geht bis zur sechsten Hauptrunde. Ab dem Halbfinale gibt es nur ein Spiel ggf. mit Verlängerung und Elfmeterschießen. Jeder Sieger erhält eine Prämie aus den Fernsehgeldern, die nach Runde gestaffelt ist.

## Hauptrunde

### Erste Hauptrunde
Die Spiele wurden am 7. bis 9. November 2003 ausgetragen. Die Wiederholungsspiele fanden am 18. und 19. November statt.
|                        | Ergebnis |                        |
| ---------------------- | -------- | ---------------------- |
| Lincoln City F.C.      | 3:1      | Brighton & Hove Albion |
| Peterborough United    | 2:0      | Hereford United        |
| Oldham Athletic        | 3:0      | Carlisle United        |
| Cheltenham Town        | 3:1      | Hull City              |
| Yeovil Town            | 4:1      | FC Wrexham             |
| Macclesfield Town      | 3:0      | Boston United          |
| Grays Athletic         | 1:2      | Aldershot Town         |
| FC Scarborough         | 1:0      | Doncaster Rovers       |
| FC Barnet              | 2:2      | Stalybridge Celtic     |
| FC Blackpool           | 4:0      | FC Boreham Wood        |
| Wycombe Wanderers      | 4:1      | Swindon Town           |
| Lancaster City         | 1:2      | Cambridge United       |
| FC Woking              | 3:1      | FC Histon              |
| AFC Bournemouth        | 1:0      | Bristol Rovers         |
| Stevenage Borough      | 2:1      | Stockport County       |
| Grantham Town          | 1:2      | FC Morecambe           |
| FC Thurrock            | 1:1      | Luton Town             |
| Northampton Town       | 3:2      | Plymouth Argyle        |
| Tranmere Rovers        | 3:2      | FC Chesterfield        |
| FC Hornchurch          | 2:0      | FC Darlington          |
| Scunthorpe United      | 2:1      | Shrewsbury Town        |
| Torquay United         | 1:2      | Burton Albion          |
| Accrington Stanley     | 1:0      | Huddersfield Town      |
| Grimsby Town           | 1:0      | Queens Park Rangers    |
| Notts County           | 7:2      | FC Shildon             |
| FC Brentford           | 7:1      | Gainsborough Trinity   |
| Kidderminster Harriers | 2:1      | Northwich Victoria     |
| Southend United        | 1:1      | FC Canvey Island       |
| York City              | 1:2      | FC Barnsley            |
| Port Vale              | 2:2      | FC Ford United         |
| Mansfield Town         | 6:0      | Bishop’s Stortford FC  |
| Sheffield Wednesday    | 4:0      | FC Salisbury City      |
| Farnborough Town       | 0:1      | AFC Weston-super-Mare  |
| Chester City           | 0:1      | Gravesend & Northfleet |
| Telford United         | 3:2      | Crawley Town           |
| Colchester United      | 1:0      | Oxford United          |
| Bradford Park Avenue   | 2:5      | Bristol City           |
| Bury                   | 1:2      | AFC Rochdale           |
| Swansea City           | 3:0      | Oldham Athletic        |
| Hartlepool United      | 4:0      | Whitby Town            |

Wiederholungsspiel
|                    | Ergebnis |                 |
| ------------------ | -------- | --------------- |
| Stalybridge Celtic | 0:2      | FC Barnet       |
| Luton Town         | 3:1      | FC Thurrock     |
| FC Canvey Island   | 2:3      | Southend United |
| FC Ford United     | 1:2      | Port Vale       |

### Zweite Hauptrunde
Die Spiele wurden vom 5. bis 7. Dezember 2003 ausgetragen. Die Wiederholungsspiele folgten am 15. bis 17. Dezember des Jahres.
|                        | Ergebnis |                        |
| ---------------------- | -------- | ---------------------- |
| Northampton Town       | 4:1      | AFC Weston-super-Mare  |
| AFC Rochdale           | 0:2      | Carlisle United        |
| Colchester United      | 1:0      | Aldershot Town         |
| Macclesfield Town      | 1:1      | Cambridge United       |
| Peterborough United    | 3:2      | Grimsby Town           |
| Bristol City           | 0:0      | FC Barnsley            |
| Oldham Athletic        | 2:5      | FC Blackpool           |
| Burton Albion          | 0:1      | Hartlepool United      |
| Gravesend & Northfleet | 1:2      | Notts County           |
| Telford United         | 1:0      | FC Brentford           |
| FC Woking              | 0:3      | Kidderminster Harriers |
| FC Hornchurch          | 0:1      | Tranmere Rovers        |
| Yeovil Town            | 5:1      | FC Barnet              |
| AFC Bournemouth        | 1:1      | Accrington Stanley     |
| Cheltenham Town        | 3:1      | Leyton Orient          |
| Port Vale              | 0:1      | FC Scarborough         |
| Wycombe Wanderers      | 1:1      | Mansfield Town         |
| Southend United        | 3:0      | Lincoln City F.C.      |
| Scunthorpe United      | 2:2      | Sheffield Wednesday    |
| Swansea City           | 2:1      | Stevenage Borough      |

Wiederholungsspiel
|                     | Ergebnis              |                   |
| ------------------- | --------------------- | ----------------- |
| Cambridge United    | 2:2 n. V. (2:4 i. E.) | Macclesfield Town |
| FC Barnsley         | 2:1                   | Bristol City      |
| Accrington Stanley  | 0:0 n. V. (5:3 i. E.) | AFC Bournemouth   |
| Mansfield Town      | 3:2                   | Wycombe Wanderers |
| Sheffield Wednesday | 0:0 n. V. (1:3 i. E.) | Scunthorpe United |

### Dritte Hauptrunde
Die Spiele wurden am 3. und 4. Januar 2004 absolviert. Nötige Wiederholungsspiele wurden für den 13. und 14. Januar angesetzt.
|                        | Ergebnis |                         |
| ---------------------- | -------- | ----------------------- |
| Preston North End      | 3:3      | FC Reading              |
| FC Southampton         | 0:3      | Newcastle United        |
| FC Watford             | 2:2      | FC Chelsea              |
| Yeovil Town            | 0:2      | FC Liverpool            |
| FC Gillingham          | 3:2      | Charlton Athletic       |
| Nottingham Forest      | 1:0      | West Bromwich Albion    |
| Aston Villa            | 1:2      | Manchester United       |
| Crewe Alexandra        | 0:1      | Telford United          |
| FC Middlesbrough       | 2:1      | Notts County            |
| AFC Sunderland         | 1:0      | Hartlepool United       |
| FC Everton             | 3:1      | Norwich City            |
| Ipswich Town           | 3:0      | Derby County            |
| Tranmere Rovers        | 1:1      | Bolton Wanderers        |
| Tottenham Hotspur      | 3:0      | Crystal Palace          |
| Manchester City        | 2:2      | Leicester City          |
| Kidderminster Harriers | 1:1      | Wolverhampton Wanderers |
| FC Fulham              | 2:1      | Cheltenham Town         |
| FC Barnsley            | 0:0      | Scunthorpe United       |
| Northampton Town       | 1:1      | Rotherham United        |
| Coventry City          | 2:1      | Peterborough United     |
| FC Portsmouth          | 2:1      | FC Blackpool            |
| Bradford City          | 1:2      | Luton Town              |
| FC Millwall            | 2:1      | FC Walsall              |
| FC Wimbledon           | 1:1      | Stoke City              |
| Southend United        | 1:1      | FC Scarborough          |
| Mansfield Town         | 0:2      | FC Burnley              |
| Cardiff City           | 0:1      | Sheffield United        |
| Leeds United           | 1:4      | FC Arsenal              |
| Wigan Athletic         | 1:2      | West Ham United         |
| Birmingham City        | 4:0      | Blackburn Rovers        |
| Swansea City           | 2:1      | Macclesfield Town       |
| Accrington Stanley     | 0:0      | Colchester United       |

Wiederholungsspiel
|                         | Ergebnis |                        |
| ----------------------- | -------- | ---------------------- |
| FC Reading              | 1:2      | Preston North End      |
| Bolton Wanderers        | 1:2      | Tranmere Rovers        |
| Leicester City          | 1:3      | Manchester City        |
| Wolverhampton Wanderers | 2:0      | Kidderminster Harriers |
| Scunthorpe United       | 2:0      | FC Barnsley            |
| Rotherham United        | 1:2      | Northampton Town       |
| Stoke City              | 0:1      | FC Wimbledon           |
| FC Scarborough          | 1:0      | Southend United        |
| Colchester United       | 2:1      | Accrington Stanley     |

### Vierte Hauptrunde
Die Spiele fanden am 24. und 25. Januar 2004 statt. Die erforderlichen Wiederholungsspiele wurden zwischen dem 3. und 11. Februar des Jahres ausgetragen.
|                         | Ergebnis |                   |
| ----------------------- | -------- | ----------------- |
| FC Burnley              | 3:1      | FC Gillingham     |
| FC Liverpool            | 2:1      | Newcastle United  |
| Nottingham Forest       | 0:3      | Sheffield United  |
| Wolverhampton Wanderers | 1:3      | West Ham United   |
| Luton Town              | 0:1      | Tranmere Rovers   |
| FC Everton              | 1:1      | FC Fulham         |
| FC Scarborough          | 0:1      | FC Chelsea        |
| Ipswich Town            | 1:2      | AFC Sunderland    |
| Manchester City         | 1:1      | Tottenham Hotspur |
| Northampton Town        | 0:3      | Manchester United |
| Coventry City           | 1:1      | Colchester United |
| FC Portsmouth           | 2:1      | Scunthorpe United |
| FC Arsenal              | 4:1      | FC Middlesbrough  |
| Birmingham City         | 1:0      | FC Wimbledon      |
| Telford United          | 0:2      | FC Millwall       |
| Swansea City            | 2:1      | Preston North End |

Wiederholungsspiel
|                   | Ergebnis |                 |
| ----------------- | -------- | --------------- |
| FC Fulham         | 2:1      | FC Everton      |
| Tottenham Hotspur | 3:4      | Manchester City |
| Colchester United | 3:1      | Coventry City   |

### Fünfte Hauptrunde
Die Begegnungen wurden am 14. und 15. Februar 2004 ausgetragen. Die Wiederholungsspiele folgten vom 22. bis 25. Februar des Jahres.
|                   | Ergebnis |                   |
| ----------------- | -------- | ----------------- |
| FC Liverpool      | 1:1      | FC Portsmouth     |
| AFC Sunderland    | 1:1      | Birmingham City   |
| Sheffield United  | 1:0      | Colchester United |
| Tranmere Rovers   | 2:1      | Swansea City      |
| FC Fulham         | 0:0      | West Ham United   |
| Manchester United | 4:2      | Manchester City   |
| FC Millwall       | 1:0      | FC Burnley        |
| FC Arsenal        | 2:1      | FC Chelsea        |

Wiederholungsspiel
|                 | Ergebnis |                |
| --------------- | -------- | -------------- |
| FC Portsmouth   | 1:0      | FC Liverpool   |
| Birmingham City | 0:2      | AFC Sunderland |
| West Ham United | 0:3      | FC Fulham      |

## Sechste Hauptrunde
Die Spiele fanden vom 6. und 7. März 2004 statt. Das Wiederholungsspiel fand am 16. März seine Austragung.
|                   | Ergebnis |                  | Zuschauer |
| ----------------- | -------- | ---------------- | --------- |
| Manchester United | 2:1      | FC Fulham        | 67.614    |
| FC Portsmouth     | 1:5      | FC Arsenal       | 20.137    |
| FC Millwall       | 0:0      | Tranmere Rovers  | 16.404    |
| AFC Sunderland    | 1:0      | Sheffield United | 37.115    |

Wiederholungsspiel
|                 | Ergebnis |             | Zuschauer |
| --------------- | -------- | ----------- | --------- |
| Tranmere Rovers | 1:2      | FC Millwall | 15.510    |

## Halbfinale
Die Spiele wurden am 3. und 4. April 2004 ausgetragen. Die Partien fanden auf neutralem Platz statt. Das Spiel Arsenal gegen Manchester fand im Villa Park in Birmingham statt. Das andere Halbfinale wurde im Old Trafford in Manchester angepfiffen.
|                | Ergebnis |                   | Zuschauer |
| -------------- | -------- | ----------------- | --------- |
| FC Arsenal     | 0:1      | Manchester United | 39.939    |
| AFC Sunderland | 0:1      | FC Millwall       | 56.112    |

## Finale
| Manchester United                                                                | Manchester United | FC Millwall | FC Millwall | Aufstellung                                     |
| -------------------------------------------------------------------------------- | --- | --- | ----------- | ----------------------------------------------- |
| Manchester United                                                                | \| Samstag, 22. Mai 2004 um 15:00 Uhr (WESZ) in Cardiff, Wales (Millennium Stadium) \| \| Ergebnis: 3:0 (1:0) \| \| Zuschauer: 71.350 \| \| Schiedsrichter: Jeff Winter \| \| Spielbericht \|                                                                              | \| Samstag, 22. Mai 2004 um 15:00 Uhr (WESZ) in Cardiff, Wales (Millennium Stadium) \| \| Ergebnis: 3:0 (1:0) \| \| Zuschauer: 71.350 \| \| Schiedsrichter: Jeff Winter \| \| Spielbericht \|                                                      | FC Millwall | Aufstellung Manchester United gegen FC Millwall |
| Manchester United                                                                | Tim Howard (84. Roy Carroll) – Gary Neville, Wes Brown, Mikaël Silvestre, John O’Shea – Cristiano Ronaldo (84. Ole Gunnar Solskjær), Darren Fletcher (84. Nicky Butt), Roy Keane , Ryan Giggs, Paul Scholes – Ruud van Nistelrooy Cheftrainer: Alex Ferguson ( Schottland) | Andy Marshall – Marvin Elliott, Matthew Lawrence , Darren Ward, Robbie Ryan (74. Barry Cogan) – Paul Ifill, Dennis Wise (89. Curtis Weston), David Livermore, Peter Sweeney – Tim Cahill, Neil Harris (75. Mark McCammon) Cheftrainer: Dennis Wise | FC Millwall | Aufstellung Manchester United gegen FC Millwall |
| Manchester United                                                                | 1:0 Cristiano Ronaldo (44.) 2:0 Ruud van Nistelrooy (65., Elfmeter) 3:0 Ruud van Nistelrooy (81.) | | FC Millwall | Aufstellung Manchester United gegen FC Millwall |
| Manchester United                                                                | Dennis Wise (48.) | | FC Millwall | Aufstellung Manchester United gegen FC Millwall |
| Samstag, 22. Mai 2004 um 15:00 Uhr (WESZ) in Cardiff, Wales (Millennium Stadium) | | |             |                                                 |
| Ergebnis: 3:0 (1:0)                                                              | | |             |                                                 |
| Zuschauer: 71.350                                                                | | |             |                                                 |
| Schiedsrichter: Jeff Winter                                                      | | |             |                                                 |
| Spielbericht                                                                     | | |             |                                                 |